# モンゴメリー市長
モンゴメリー市長（英: Mayor of Montgomery）は、アメリカ合衆国アラバマ州モンゴメリー市の首長（市長）である。
| 氏名                             | 任期                         |
| -------------------------------- | ---------------------------- |
| サミュエル・D・ホルト (1期目)    | 1838年                       |
| ジャック・トリントン             | 1839年 - 1840年              |
| ハーディ・ハーベット             | 1841年                       |
| ペレス・コールマン               | 1842年 - 1846年              |
| ニムロッド・E・ベンソン          | 1847年                       |
| エドウィン・B・ハリス            | 1848年 - 1849年              |
| ロバート・T・デイヴィス          | 1850年                       |
| トーマス・ウェルシュ             | 1851年                       |
| サミュエル・D・ホルト (2期目)    | 1852年                       |
| チャールズ・R・ハンスフォード    | 1853年 - 1859年              |
| アンドルー・J・ノーブル          | 1860年 - 1861年              |
| J・F・ジョンソン                 | 1862年 - 1863年              |
| ウォルター・L・コールマン        | 1864年 - 1868年              |
| トーマス・O・グラスコック        | 1868年 - 1870年              |
| H・E・フェイバー                 | 1870年 - 1875年              |
| モルデカイ・L・モーゼス          | 1875年 - 1881年              |
| J・B・ガストン                   | 1881年 - 1885年              |
| W・S・リース                     | 1885年 - 1889年              |
| エドワード・A・グラハム          | 1889年 - 1891年              |
| ジョン・G・クロメリン・シニア    | 1891年 - 1895年              |
| ジョン・H・クリスビー            | 1895年 - 1899年              |
| E・B・ジョゼフ                   | 1900年 - 1903年              |
| トーマス・H・カー                | 1903年 - 1905年              |
| W・M・ティーグ                   | 1905年 - 1909年              |
| ガストン・ガンター               | 1909年 - 1910年              |
| W・A・ガンター・ジュニア (1期目) | 1911年 - 1915年              |
| W・T・ロバートソン               | 1915年 - 1919年              |
| W・A・ガンター・ジュニア (2期目) | 1919年 - 1940年              |
| サイラス・B・ブラウン            | 1941年 - 1944年              |
| デイヴィッド・E・ダン            | 1944年 - 1945年              |
| ジョン・L・グッドウィン          | 1946年 - 1951年              |
| W・A・ゲイル                     | 1951年 - 1959年              |
| アール・D・ジェームズ            | 1959年 - 1971年              |
| ジム・ロビンソン                 | 1971年 - 1977年              |
| エモリー・フォルマー             | 1977年 - 1999年              |
| ボビー・ブライト                 | 1999年11月9日 - 2009年1月6日 |
| トッド・ストレンジ               | 2009年3月 -                  |